# Витмольдт
Витмольдт (нем. Wittmoldt) — община в Германии, в земле Шлезвиг-Гольштейн. 
Входит в состав района Плён. Подчиняется управлению Гроссер Плёнер Зее.  Население составляет 177 человек (на 31 декабря 2010 года). Занимает площадь 5,71 км².